# مات بروك
مات بروك (بالإنجليزية: Matt Brock)‏ هو لاعب كرة قدم أمريكية أمريكي، ولد في 14 يناير 1966 في أوغدن في الولايات المتحدة.